# Pepelari
Pepelari es un pueblo ubicado en el territorio de Zenica, en el cantón de Zenica-Doboj, Bosnia y Herzegovina.

## Superficie
Posee una superficie de 18,57 kilómetros cuadrados.

## Demografía
Hasta 2013 la población era de 236 habitantes, con una densidad de población de 12,7 habitantes por kilómetro cuadrado.